# 21 de diciembre
El 21 de diciembre es el 355.º (tricentésimo quincuagésimo quinto) día del año en el calendario gregoriano y el 356.º en los años bisiestos. Quedan 10 días para finalizar el año.

## Acontecimientos
- 69: en Roma, el Senado nombra emperador a Vespasiano, tras la derrota de Vitelio el día anterior.
- 1163: la Inundación de Santo Tomás golpea especialmente a los Países Bajos. A lo largo de este año hubo varias inundaciones ―que terminan rompiendo los diques a lo largo del río Mosa―, pero esta fue la peor. Se empantana la desembocadura del viejo río Rin (en Katwijk), que ya no llega al Mar del Norte. Los pólderes neerlandeses quedan bajo agua. Sin previo aviso, en el año 1165 el conde Floris III hará represar el río Rin en Zwammerdam. Utrecht quedará inundada, lo que generará una breve guerra entre Utrecht y Países Bajos. Alrededor del año 1200, se excavará un nuevo drenaje a través del Haarlemmermeer en el norte, que resolverá el problema del agua.
- 1471: a 240 km al oeste de la costa africana de Gabón, marinos portugueses descubren la isla de Santo Tomé.
- 1502: aparece la imagen de la Virgen del Mar en la playa de Torregarcía, provincia de Almería (España) recogida por el vigía Andrés de Jaén, procedente probablemente de un navío naufragado o asaltado por piratas berberiscos.
- 1511: el dominico español fray Pedro de Córdoba realiza la primera denuncia contra el maltrato a los indios en el Nuevo Mundo.
- 1598: la Batalla de Curalaba, victoria decisiva de los mapuches frente a las fuerzas españolas, considerada una de las principales acciones bélicas de la Guerra de Arauco, se inicia una rebelión indígena generalizada.
- 1605: sale del Callao (Perú) la expedición de Pedro Fernández de Quirós, en cuyo viaje descubriría la mayor parte de las islas Nuevas Hébridas.
- 1626: En Córdoba (España), la Inquisición celebra un auto de fe en el que son ejecutadas 10 personas.[1]
- 1788: Descubrimiento del cometa 35P/Herschel–Rigollet, por Caroline Herschel y William Herschel.
- 1809: en el marco de la guerra de Independencia española, la ciudad de Gerona capitula tras seis meses de asedio por los franceses.
- 1811: en Caracas (Venezuela), el Congreso promulga la primera Constitución de la república.
- 1879: en Nueva York, el periódico New York Herald anuncia que Edison ha inventado el alumbrado público por electricidad.
- 1890: Buffalo Bill llega a Barcelona con el circo en el que demuestra sus habilidades durante su gira por Europa.
- 1901: en Noruega, las mujeres participan ―por primera vez en el mundo― en elecciones comunales.
- 1903: en los Países Bajos, el Senado adopta una ley para proteger a los trabajadores de los accidentes laborales.
- 1907: en Iquique (norte de Chile), el militar Roberto Silva Renard manda ametrallar a los obreros del salitre, junto con sus hijos y esposas, amontonados en el patio de la escuela Santa María. El presidente Pedro Montt afirma que hubo solo 126 bajas de diversas nacionalidades, mientras que los historiadores actuales afirman que hubo entre 2200 y 3600 asesinados. (Matanza de la Escuela Santa María de Iquique).
- 1907: en Francia, la Cámara amplía la ley de separación entre la Iglesia y el Estado (aprobada en 1905) y expropia los bienes de la Iglesia católica.
- 1908: en Barcelona se funda la Liga Vegetariana.
- 1910: en Chile, Ramón Barros Luco es proclamado presidente.
- 1911: se otorga al escritor español José de Echegaray el Toisón de Oro.
- 1912: Dinamarca, Noruega y Suecia declaran su neutralidad en caso de guerra.
- 1912: los rebeldes mexicanos, mandados por Orozco, se apoderan de Casas Grandes.

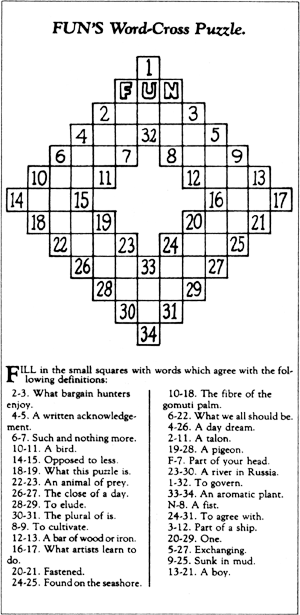
El tercer tipo de crucigrama inventado en el mundo, publicado por Arthur Wynne en 1913.

- 1913: en el periódico New York World (Estados Unidos), el periodista británico Arthur Wynne publica el tercer tipo de crucigrama del mundo (el primero se publicó en 1873, también en Nueva York).
- 1915: Nicolás I, rey de Montenegro, envía una oferta de paz al emperador austriaco Francisco José I.
- 1915: las tropas franco-británicas se retiran de los Dardanelos y vuelven a Salónica.
- 1916: en el marco de la Primera Guerra Mundial (1914-1918), el presidente estadounidense Woodrow Wilson lanza un llamamiento por la paz.
- 1918: en Cali (Colombia) se crea el América Football Club (América F. B. C.), equipo de fútbol que más tarde se fundaría de manera oficial como América de Cali.
- 1919: tras la Primera Guerra Mundial, los Países Bajos conceden asilo político al káiser Guillermo II de Alemania.
- 1930: en París se exhibe el autogiro inventado por el murciano Juan de la Cierva.
- 1937: en los Estados Unidos, Walt Disney Pictures preestrena su primer clásico de animación titulado Snow White and the Seven Dwarfs (Blancanieves y los siete enanitos).
- 1938: el Reich Alemán promulga una ley que obliga la presencia de una comadrona en cualquier parto.
- 1942: en Bolivia, el Gobierno desarticula el PIR (Partido de Izquierda Revolucionaria).
- 1944: en Guatemala, Juan José Arévalo es elegido presidente.
- 1946: se registra un terremoto en Nankaidō, al sur de Japón. Mueren 1.086 personas y otras 40.669 más se quedan sin hogar.
- 1948: Irlanda se separa de la Commonwealth.
- 1958: en Francia, Charles de Gaulle es elegido en referéndum presidente de la Quinta República.
- 1959: en Madrid, el presidente estadounidense Dwight D. Eisenhower visita a  Francisco Franco; más de un millón de personas salen a la calle para recibirlo.
- 1962: en Argentina se funda la Academia Porteña del Lunfardo.
- 1962: en Noruega, el parque nacional Rondane se establece como el primer parque nacional de ese país.
- 1965: la Convención Internacional sobre la Eliminación de todas las Formas de Discriminación Racial es adoptada.
- 1966: la Unión Soviética lanza la sonda espacial Luna 13, que consigue alunizar y recoger muestras de la superficie lunar.
- 1968: en Cabo Cañaveral (EE. UU.) despega la nave espacial Apolo 8, que circunvalará la Luna. Fue la primera misión tripulada que llegó a la órbita lunar.
- 1970: en la Plaza de la Constitución (en Santiago de Chile), el presidente Salvador Allende realiza un discurso en el que comunica que ha firmado el proyecto de la nacionalización del cobre.
- 1972: en un pozo a 440 metros bajo tierra, en el área U2dj del Sitio de pruebas atómicas de Nevada (a unos 100 km al noroeste de la ciudad de Las Vegas), a las 12:15 (hora local) Estados Unidos detona su bomba atómica Flax-Source, de 20 kt. 24,11 segundos después, hace explotar sus dos bombas atómicas Flax-Test (en un pozo a 689 m de profundidad) y Flax-Backup (en la superficie), de 20 kt y de menos de 20 kt respectivamente. Son las bombas n.º 784 a 786 de las 1132 que Estados Unidos detonó entre 1945 y 1992.
- 1976: en un pozo a 331 metros bajo tierra, en el área U2ar del Sitio de pruebas atómicas de Nevada (a unos 100 km al noroeste de la ciudad de Las Vegas), a las 7:09 (hora local) Estados Unidos detona su bomba atómica Asiago, de 11 kt. 58 minutos después, 3,2 km al norte, en un pozo a 201 metros bajo tierra, se detona la bomba Sutter, de menos de 20 kt. Son las bombas n.º 880 y 881 de las 1132 que Estados Unidos detonó entre 1945 y 1992.
- 1979: en Londres, se firma el Acuerdo de Lancaster House para un alto el fuego en Rodesia del Sur.
- 1980: en España, el Gobierno aprueba el Estatuto de Autonomía de Galicia.
- 1984: en los Estados Unidos se lanza la sonda Vega 2, destinada a estudiar el planeta Venus y el cometa Halley.
- 1988: Vuelo 103 de Pan Am.
- 1989: en Bucarest (Rumania), Nicolae Ceaușescu convoca a una asamblea del Partido Comunista Rumano para condenar las protestas iniciadas cinco días antes en Timișoara. La asamblea se vuelve en su contra e inicia la revuelta en la capital rumana.
- 1991: en Taiwán se celebran las primeras elecciones legislativas en 40 años, con amplia victoria del gubernamental Kuomintang (Partido Nacionalista), que reformará la Constitución.
- 1992: Polonia, la República Checa, Eslovaquia y Hungría crean una zona de libre comercio.
- 1994: en México, el volcán Popocatépetl registra una explosión que esparció cenizas y gas a más de 25 km de distancia.
- 2007: en Argentina, Soda Stereo da su último show de la gira Me Verás Volver 2007, que en su totalidad convocó a un millón de personas.
- 2008: en Madrid, RBD hace su último concierto hasta el 2023.
- 2009: Lionel Messi gana el trofeo al Jugador Mundial de la FIFA, superando en las votaciones a Cristiano Ronaldo y Xavi Hernández.
- 2010: en Argentina se inaugura el último tramo de la autopista Rosario-Córdoba (de cuatro pistas), que reemplaza la ruta anterior (de dos pistas).
- 2010: eclipse lunar en el Océano Pacífico, América del Norte, América Central y el noroeste de América del Sur.
- 2011: en el Palacio de la Zarzuela de Madrid (España), Mariano Rajoy jura su cargo como nuevo presidente.
- 2012: último día del decimotercer baktún (ciclo de 144 000 días) en la cuenta larga del calendario maya.
- 2012: Según una profecía maya en este día supuestamente sucedería el fin del mundo.
- 2012: en México, el Congreso de la Unión aprueba la reforma educativa de Peña Nieto, misma que fue derogada por el presidente Andrés Manuel López Obrador el 15 de mayo de 2019.
- 2012: Gangnam Style de PSY se convierte en el primer video del portal YouTube en lograr mil millones de visitas.
- 2016: el Departamento de Justicia de Estados Unidos, destapa el Caso Odebrecht.
- 2017: elecciones autonómicas al Parlamento de Cataluña.
- 2020: Conjunción de Júpiter y Saturno.

## Nacimientos
- 1118: Tomás Becket, santo y mártir inglés de la Iglesia católica (f. 1170).
- 1401: Masaccio, pintor italiano del Quattrocento (f. 1428).
- 1575: Mathurin Régnier, poeta francés (f. 1613).
- 1603: Roger Williams, teólogo británico (f. 1683).
- 1644: Tomás de Torrejón y Velasco, organista y compositor español (f. 1728).
- 1651: Tomás Vicente Tosca, matemático, cartógrafo y teólogo español (f. 1723).
- 1764: Tomás Romay, médico cubano (f. 1849)
- 1773: Robert Brown, botánico británico (f. 1858).
- 1804: Benjamin Disraeli, estadista británico (f. 1881).
- 1823: Jean Henri Fabre, entomólogo francés (f. 1915).
- 1847: M. Maryan, escritora francesa (f. 1927).
- 1850: Zdeněk Fibich, compositor checo (f. 1900)
- 1862: Ramón Gómez Ferrer, médico español (f. 1924).
- 1866: István Tömörkény, escritor y arqueólogo húngaro (f. 1917).
- 1870: François Georges-Picot, diplomático francés (f. 1951).
- 1872: Lorenzo Perosi, compositor italiano (f. 1956).
- 1874: Juan Bautista Sacasa, presidente nicaragüense (f. 1946).
- 1874: Josep Maria Sert, pintor español (f. 1945).
- 1878: Jan Łukasiewicz, matemático polaco (f. 1956).
- 1880: Adrián Viudes Guirao, político y empresario español (f. 1973).
- 1889: Sewall Green Wright, biólogo estadounidense (f. 1988).
- 1890: Hermann Joseph Muller, genetista estadounidense (f. 1967).
- 1891: Philipp Etter, político suizo (f. 1977).
- 1892: Rebecca West, escritora británica (f. 1983).
- 1900: Juan Antonio Zunzunegui, novelista español (f. 1982).
- 1905: Anthony Powell, novelista británico (f. 2000).
- 1908: Jaime Eyzaguirre, historiador chileno (f. 1968).
- 1909: Seicho Matsumoto, escritor y periodista japonés (f. 1992).
- 1911: Josh Gibson, beisbolista estadounidense (f. 1947).
- 1912: Pedro Maratea, actor argentino (f. 2002).
- 1914: Frank Fenner, científico australiano (f. 2010).
- 1915: Alberto Dou Mas de Xaxàs, matemático español (f. 2009).
- 1917: Heinrich Böll, escritor alemán (f. 1985).
- 1917: Noah Adamia, francotirador soviético (f. 1942)
- 1918: Kurt Waldheim, diplomático y político austriaco, presidente de Austria entre 1986 y 1992 (f. 2007).
- 1918: Francisco Miró-Quesada Cantuarias, filósofo, periodista, profesor y político peruano (f. 2019).
- 1919: Leda Valladares, cantante de folclore argentina (f. 2012).
- 1920: Alicia Alonso, bailarina cubana (f. 2019).
- 1921: Augusto Monterroso, escritor guatemalteco (f. 2003).
- 1922: Maila Nurmi, actriz finlandesa (f. 2008).
- 1924: Rita Reys, cantante neerlandesa (f. 2013).
- 1925: Olga Aróseva, actriz rusa (f. 2013).
- 1926: Joe Paterno, entrenador de fútbol estadounidense (f. 2012).
- 1929: Herb Scherer, baloncestista estadounidense (f. 2012).
- 1930: Kalevi Sorsa, primer ministro finlandés (f. 2004).
- 1930: Raymond William Lessard, obispo estadounidense (f. 2016).
- 1931: Antonio García Garrido, arquitecto español.
- 1931: Walter Devlin, baloncestista estadounidense (f. 1995).
- 1933: Héctor Galmés, escritor, profesor y traductor uruguayo (f. 1986).
- 1934: Irma Dorantes, actriz mexicana.
- 1934: Giuseppina Leone, atleta italiana.
- 1935: John G. Avildsen, cineasta estadounidense (f. 2017).
- 1935: Lorenzo Bandini, piloto italiano de automovilismo (f. 1967).
- 1935: Phil Donahue, presentador de televisión estadounidense (f. 2024).
- 1937: Jane Fonda, actriz estadounidense.
- 1937: Salvador Rocha Díaz, abogado y político mexicano (f. 2011).
- 1938: Rómulo Méndez Molina, árbitro de fútbol guatemalteco (f. 2022).
- 1938: Freddie Strahan, futbolista y entrenador irlandés (f. 2024).
- 1939: Carlos do Carmo, cantante portugués (f. 2021).
- 1939: Victor Van Schil, ciclista belga (f. 2009).
- 1940: Frank Zappa, músico estadounidense (f. 1993).
- 1941: Christa Spielberg, atleta alemana.
- 1942: Hu Jintao, presidente chino.
- 1942: Carla Thomas, cantante estadounidense.
- 1942: Francisco de la Torre Prados, político español.
- 1944: Michael Tilson Thomas, director de orquesta y músico estadounidense.
- 1944: Ulli Lommel, cineasta alemán (f. 2017).
- 1945: Millie Hughes-Fulford, investigadora médica, bióloga molecular y astronauta estadounidense (f. 2021).
- 1946: Carl Wilson, músico estadounidense (f. 1998).
- 1946: D. A. Carson, teólogo y predicador estadounidense.
- 1947: Paco de Lucía, guitarrista español (f. 2014).

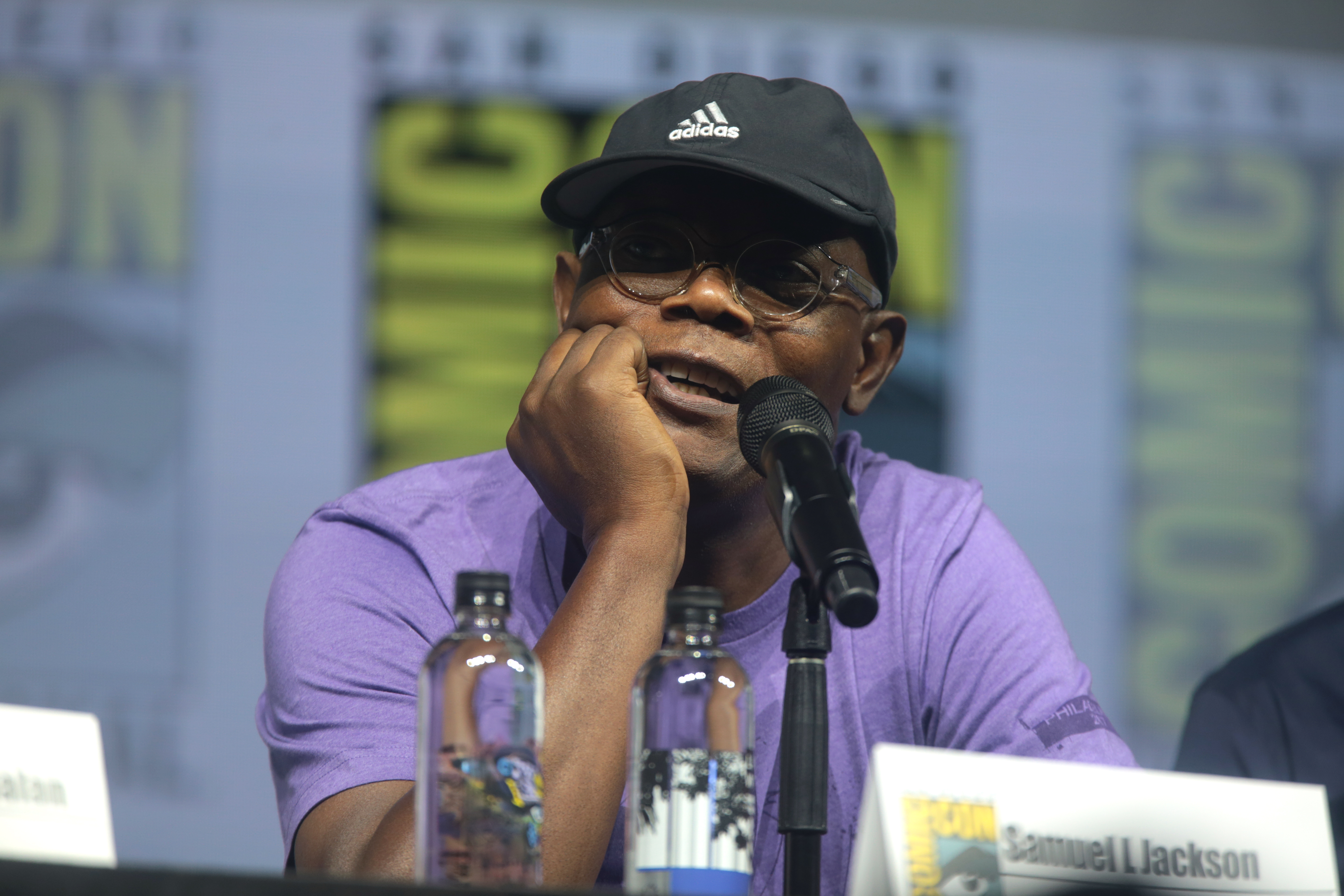
Samuel L. Jackson

- 1948: Samuel L. Jackson, actor estadounidense.
- 1948: Thierry Mugler, diseñador francés (f. 2022).
- 1949: Thomas Sankara, político y militar burkinés (f. 1987).
- 1950: Jeffrey Katzenberg, productor de cine estadounidense.
- 1950: Aldo Parecchini, ciclista italiano.
- 1951: Manolo Tena, cantante español (f. 2016).
- 1951: Fiorella Bonicelli, tenista uruguaya.
- 1952: Eduardo Langagne, narrador y poeta mexicano.
- 1952: Osvaldo Puccio Huidobro, filósofo chileno.
- 1952: Vladimir Gutsaev, futbolista y entrenador georgiano.
- 1952: Joaquín Andújar, beisbolista dominicano (f. 2015).
- 1952: Devon Ericson, actriz estadounidense.
- 1952: Renato Boccardo, eclesiástico italiano.
- 1952: Anastasios Gavrilis, regatista griego.
- 1952: Joe Viskocil, artista de efectos especiales estadounidense (f. 2014).
- 1953: Betty Wright, cantante estadounidense (f. 2020).
- 1954: Chris Evert, tenista estadounidense.
- 1955: Jane Kaczmarek, actriz estadounidense.
- 1956: Małgorzata Gajewska, atleta polaca.
- 1957: Ray Romano, actor estadounidense.
- 1957: Ibrahim Zukanović, futbolista y entrenador bosnio (f. 2022).
- 1958: Beate Liebich, atleta alemana.
- 1959: Florence Griffith Joyner, atleta estadounidense (f. 1998).
- 1959: Sergio Rubini, actor italiano.
- 1960: Loquillo, cantante español.
- 1960: Mike Swain, yudoca estadounidense.
- 1960: Andy Van Slyke, beisbolista estadounidense.
- 1960: Fernando Mosquera Ulloa, psiquiatra y compositor hispanoargentino.
- 1961: Georg Streif, taekwondista alemán.
- 1961: Andy Wharton, futbolista inglés (f. 2025).
- 1963: Bernd Gummelt, atleta alemán.
- 1964: Cengiz Yağız, taekwondista turco.
- 1965: Andy Dick, actor y comediante estadounidense.
- 1965: Danielle von Zerneck, actriz estadounidense.

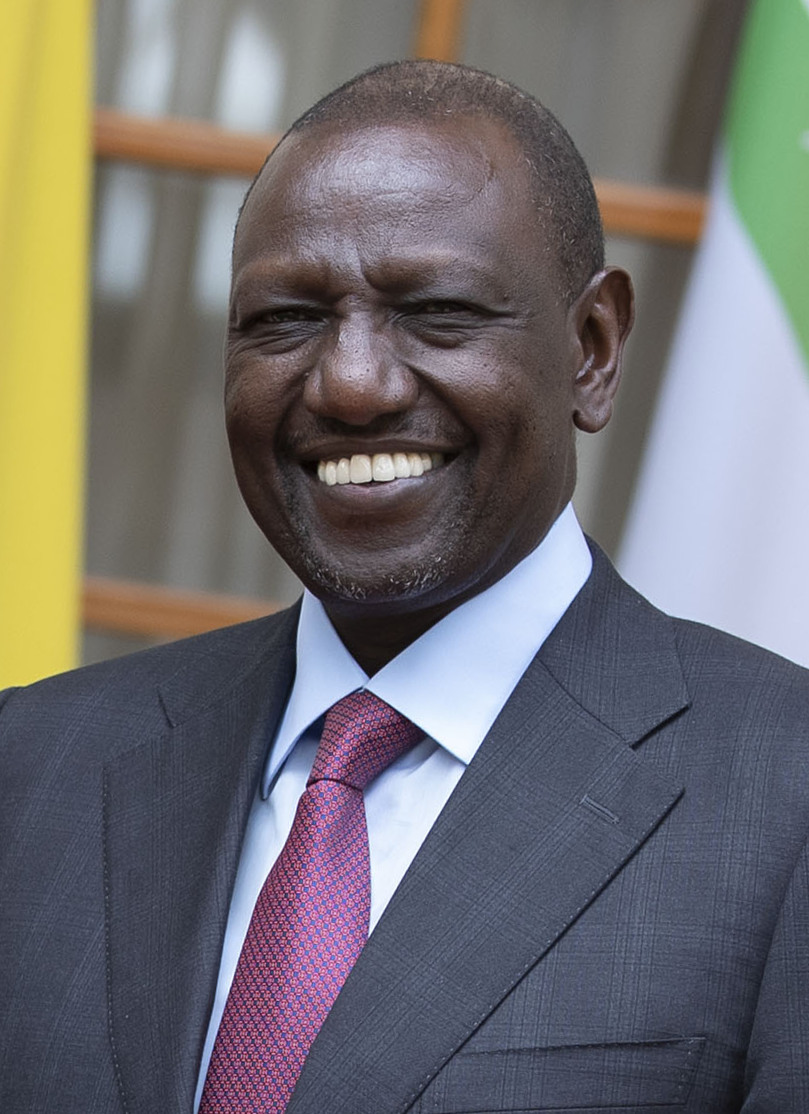
William Ruto

- 1966: Kiefer Sutherland, actor canadiense.
- 1966: Karri Turner, actriz estadounidense.
- 1966: Michelle Hurd, actriz estadounidense.
- 1966: William Ruto, político keniano, Presidente de Kenia desde 2022.
- 1967: Johnny Lozada, cantante y actor puertorriqueño, de la banda Menudo.
- 1967: Mijeíl Saakashvili, presidente georgiano.
- 1968: Lumi Cavazos, actriz mexicana.
- 1968: Todd Brehe, yudoca estadounidense.
- 1968: Mauro Bettin, ciclista italiano.
- 1969: Julie Delpy, actriz francesa.
- 1969: Mihails Zemļinskis, futbolista letón.
- 1970: Iván Espeche, actor argentino.
- 1970: Stefan Lövgren, balonmanista sueco.
- 1971: Brett Scallions, músico estadounidense, de las bandas Fuel y The X's.
- 1971: Alex Saab, abogado colombiano.
- 1971: Jesús Lázaro, baloncestista español.
- 1972: Washington Tais, futbolista uruguayo.
- 1973: Karmen Stavec, cantautora eslovena.
- 1973: Matías Almeyda, futbolista y entrenador argentino.
- 1974: Karrie Webb, golfista australiana.
- 1974: Sandra Torres, atleta argentina.
- 1974: Alisher Boqiev, judoka tayiko.
- 1974: Erika Ender, cantautora panameña.
- 1974: Uriel Moreno "El Zapata", torero mexicano.
- 1974: Ara Vardanian, halterófilo armenio.
- 1975: Charles Michel, político y primer ministro belga.
- 1975: Richard Imbernón, futbolista y entrenador andorrano.
- 1975: Paloma Herrera, bailarina de ballet argentina.

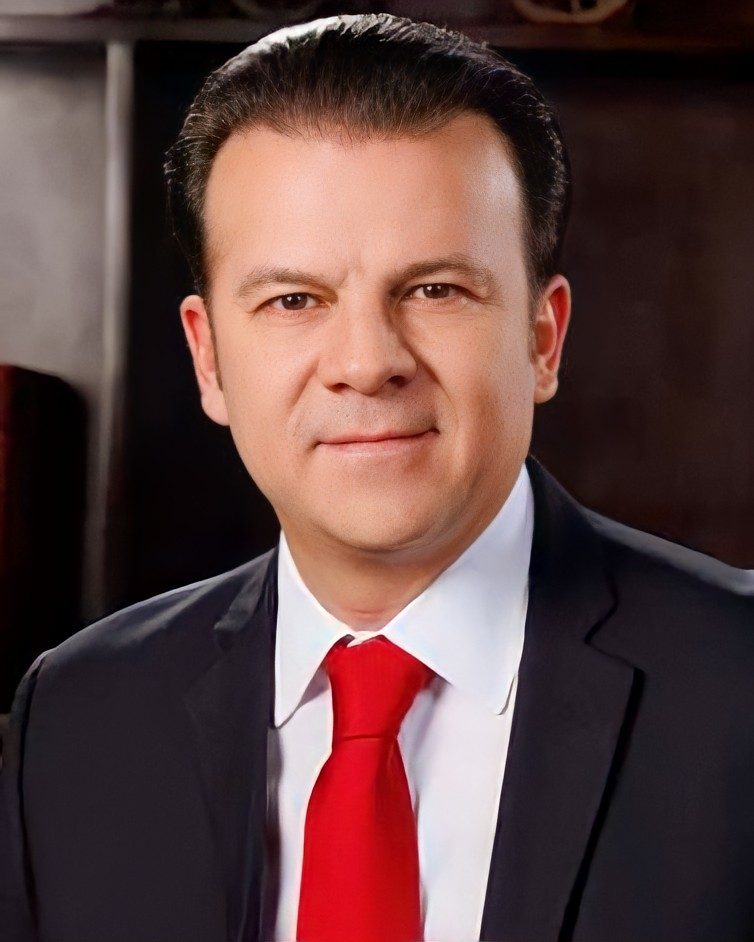
Esteban Villegas Villarreal

- 1976: Mirela Manjani, atleta griega.
- 1976: David Saldoni, político español.
- 1976: Ana Belén Asensio, taekwondista española.
- 1976: Esteban Villegas Villarreal, político mexicano.

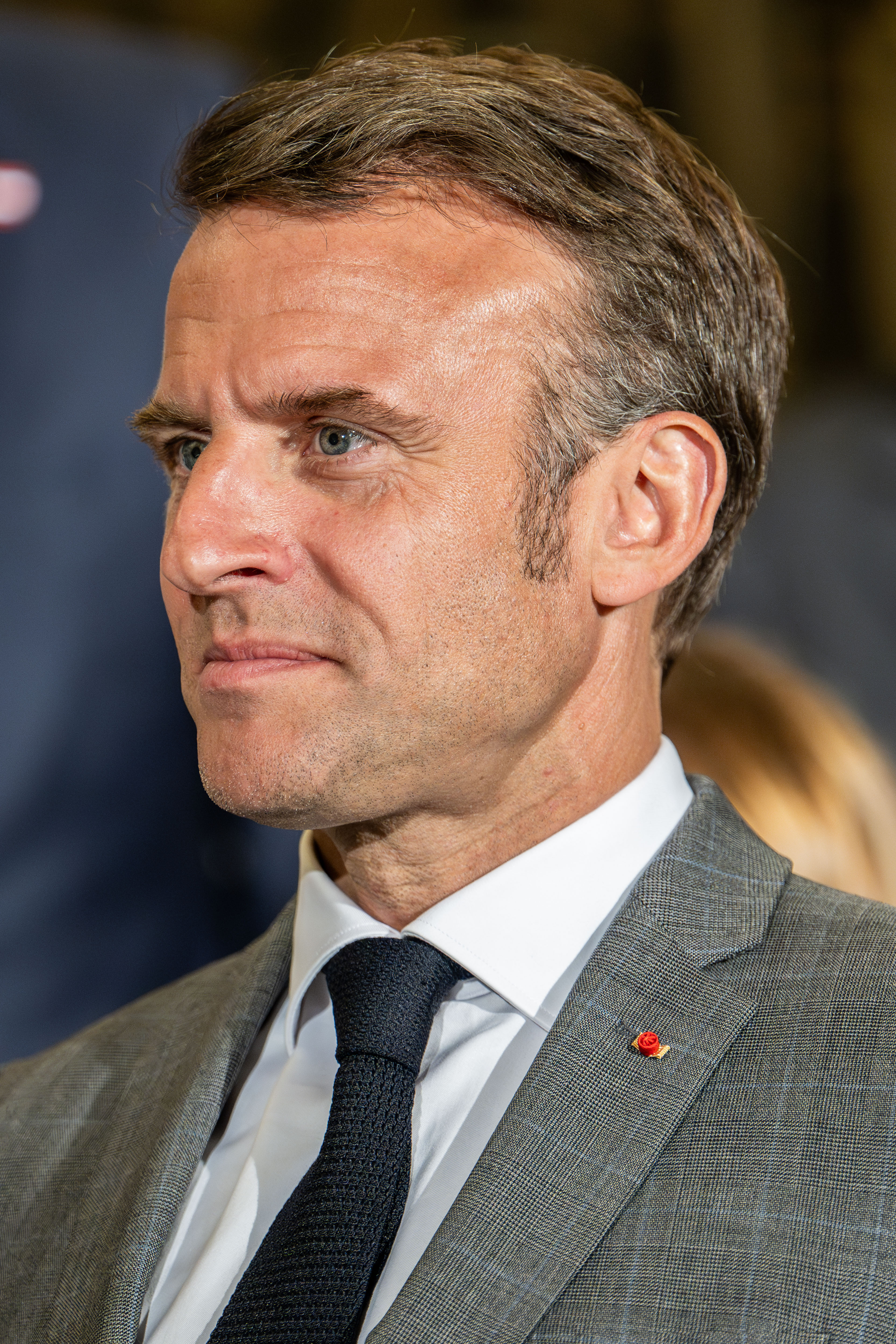
Emmanuel Macron

- 1977: Emmanuel Macron, economista y filósofo francés, presidente de Francia desde 2017.
- 1977: Alex Chandre de Oliveira, futbolista brasileño (f. 2014).
- 1977: Antônio Bezerra Brandão, futbolista brasileño.
- 1977: Klodian Duro, futbolista albanés.
- 1977: Tomás Alberto González, futbolista paraguayo.
- 1977: D'Angelo Jiménez, beisbolista dominicano.
- 1978: Jackie Stiles, baloncestista estadounidense.
- 1978: Pablo Chinchilla, futbolista costarricense.
- 1978: Rigoberto Trujillo, yudoca cubano.
- 1979: Takuya Shimizu, cantante y compositor japonés de la banda Uverworld.
- 1979: Juan Calatayud, futbolista español.
- 1979: Fabián Cubero, futbolista argentino.
- 1980: Roberto Polo, futbolista colombiano.
- 1980: Yoon Jung-hee, actriz surcoreana.
- 1980: Ricardo Mello, tenista brasileño.
- 1981: Lynda Thomas, cantautora mexicana.
- 1981: Cristian Zaccardo, futbolista italiano.
- 1981: Ricardo Manuel Ferreira Sousa, futbolista portugués.
- 1981: Mané Jiménez, futbolista español.
- 1981: Blagói Gueorguíev, futbolista búlgaro.
- 1981: Marta Fernández, baloncestista española.
- 1981: Antonio Romero, cantante español.
- 1982: Edwin Colón, luchador puertorriqueño.
- 1982: Hironobu Haga, futbolista japonés.
- 1982: Takeshi Hamada, futbolista japonés.
- 1982: Szymon Szewczyk, baloncestista polaco.
- 1982: Mike Gansey, baloncestista estadounidense.
- 1982: Iljo Keisse, ciclista belga.
- 1982: Safet Alibašić, voleibolista bosnio.
- 1982: Peter Joppich, esgrimidor alemán.
- 1982: Clementino, cantante italiano.
- 1983: Steven Yeun, actor coreano-estadounidense.
- 1983: Misa Uehara, actriz japonesa.
- 1983: Rodrigo Tapari, cantante y compositor argentino, exvocalista de Ráfaga.
- 1983: Niels Scheuneman, ciclista neerlandés.
- 1983: Luis Checa, futbolista ecuatoriano.
- 1983: César Ortiz Castillo, futbolista peruano.
- 1983: Franklin Cisneros, yudoca salvadoreño (f. 2023).
- 1984: Darren Potter, futbolista irlandés.
- 1984: Paco Sutil, futbolista español.
- 1984: Juan Valera Espín, futbolista español.
- 1984: Ramón Agüero, beisbolista dominicano.
- 1984: Brandon O'Neill, gimnasta artístico canadiense.
- 1984: Jemima Sumgong, atleta keniana.
- 1984: María Mocholí García, actriz española.
- 1984: Francisco Bolívar, actor colombiano.
- 1984: Mahira Khan, actriz pakistaní.
- 1985: María Elisa Camargo, actriz ecuatoriana.
- 1985: Kevin Hernández, futbolista hondureño.
- 1985: Matthew Mbuta, futbolista camerunés.
- 1985: Cristina Croitoru, luchadora rumana.
- 1985: Kevin Langford, baloncestista estadounidense.
- 1986: Pellek, cantante y actor noruego.
- 1986: Serguéi Karimov, futbolista kazajo (f. 2019).
- 1986: Ousmane Viera, futbolista marfileño.
- 1986: Adrián Argachá, futbolista uruguayo.
- 1986: Álvaro Juanes, futbolista hondureño.
- 1986: Andrea Jeremiah, actriz y cantante india.
- 1987: Barbara Fialho, modelo brasileña.
- 1987: Yasmine Petty, modelo estadounidense.
- 1987: Kahina Mebarki, triatleta argelina.
- 1987: Esther Escolar, gimnasta rítmica española.
- 1987: Pablo Mazza, futbolista argentino.
- 1987: Ronan Finn, futbolista irlandés.
- 1987: Aldin Šetkić, tenista bosnio.
- 1987: Irma Contreras, taekwondista mexicana.
- 1987: Harald Feuchtmann, balonmanista chileno.
- 1988: Anastasios Christofileas, futbolista griego.
- 1988: Mohammed Al-Siyabi, futbolista omaní.
- 1988: Takuya Matsuura, futbolista japonés.
- 1988: Andreas Rambøl, remero danés.
- 1988: Kevin Anderson, baloncestista estadounidense.
- 1988: Markeith Cummings, baloncestista estadounidense.
- 1988: Gabriel Sîncrăian, halterófilo rumano.
- 1988: Alexandro Pozzer, balonmanista brasileño.
- 1988: Teresa Ruiz, actriz mexicana.
- 1988: Perri Shakes-Drayton, atleta británica.
- 1989: Dioni Villalba, futbolista español.
- 1989: Cheikhou Kouyaté, futbolista senegalés.
- 1989: Jonathan David Gómez, futbolista argentino.
- 1989: Andrés Fabricio Romero, futbolista argentino.
- 1989: Erik Sowinski, atleta estadounidense.
- 1989: Paola Pérez, atleta ecuatoriana.
- 1989: Jorien ter Mors, patinadora de velocidad sobre hielo neerlandesa.
- 1990: Ioannis Fetfatzidis, futbolista griego.
- 1990: David Vizcarra, futbolista mexicano.
- 1990: Nelson Enrique Miranda, futbolista guatemalteco.
- 1990: Andressa de Morais, atleta brasileña.
- 1990: Clarence Goyeram, boxeador sueco.
- 1991: Riccardo Saponara, futbolista italiano.
- 1991: Juan David Castro, futbolista mexicano.
- 1991: Osinachi Ohale, futbolista nigeriana.
- 1992: Junior Tallo, futbolista marfileño.
- 1992: Bojan Letić, futbolista bosnio.
- 1992: Cameron Lindsay, futbolista neozelandés.
- 1992: Shannon Scott, baloncestista estadounidense.
- 1992: Sheldon Mac, baloncestista estadounidense.
- 1992: Javier Marín Ortega, baloncestista español.
- 1992: Alicia Fernández Fraga, balonmanista española.
- 1992: Ingrid Aranda, karateca peruana.
- 1993: Julie-Anne Staehli, atleta canadiense.
- 1993: Sergio Córdoba Mejía, futbolista costarricense.
- 1993: Hernán Hinostroza, futbolista peruano.
- 1993: Naho Miyoshi, baloncestista japonesa.
- 1993: Cody Ceci, jugador de hockey sobre hielo canadiense.
- 1993: Gulim Bibalayeva, taekwondista kazaja.
- 1993: Marc Scott, atleta británico.
- 1994: Ahmed Khalil, futbolista tunecino.
- 1994: Daniel Amartey, futbolista ghanés.
- 1994: Ámbar Torres, futbolista ecuatoriana.
- 1994: Mo Evans, baloncestista estadounidense.
- 1994: Filip Veger, tenista croata.
- 1994: Tebogo Tlolane, futbolista sudafricano.
- 1995: B. J. Johnson, baloncestista estadounidense.
- 1995: Hunter Renfrow, jugador de fútbol americano estadounidense.
- 1995: Emīls Vasermanis, tirador letón.
- 1995: Brandon Ormonde-Ottewill, futbolista británico.
- 1995: Michael Ruben Rinaldi, piloto de motociclismo italiano.
- 1995: Ziggy Camejo, futbolista dominicano.
- 1996: Kaitlyn Dever, actriz estadounidense.
- 1996: Rashard Odomes, baloncestista estadounidense.
- 1996: Barry Brown, baloncestista estadounidense.
- 1996: Nils Theuninck, regatista suizo.
- 1996: Stephen Eustáquio, futbolista canadiense.
- 1997: Madelyn Cline, actriz estadounidense.
- 1997: Junior Kobon, futbolista marfileño.
- 1997: Xavier Sneed, baloncestista estadounidense.
- 1997: Charlie McAvoy, jugador de hockey sobre hielo estadounidense.
- 1997: Jesús Tortosa Cabrera, taekwondista español.
- 1997: Josiah Gray, beisbolista estadounidense.
- 1998: Maximiliano Andreatta, baloncestista argentino.
- 1998: Emmanuel Chanis, futbolista panameño.
- 1998: Cameron Krutwig, baloncestista estadounidense.
- 1998: Matt Lewis, baloncestista estadounidense.
- 1998: Charlotte Austin, modelo y actriz tailandesa-británica.
- 1998: Jeffrey John Wolf, tenista estadounidense.
- 1998: Delaney Schnell, saltadora estadounidense.
- 1999: Hwang Bo-reum-byeol, actriz surcoreana.
- 1999: Alessandro Milesi, futbolista peruano.
- 1999: Vasco Vilaça, triatleta portugués.
- 1999: Rose Davies, atleta australiana.
- 2000: Ahmad Ngouyamsa, futbolista camerunés.
- 2000: Jordán Girón, futbolista panameño.
- 2000: Yam Madar, baloncestista israelí.
- 2000: Colby Wooden, jugador de fútbol americano estadounidense.
- 2000: Cam Smith, jugador de fútbol americano estadounidense.
- 2000: Alyssa Marsh, atleta canadiense.
- 2000: Alena Marx, piragüista suiza.
- 2001: Paula Arcos, balonmanista española.
- 2001: Ronald Guzmán Huaique, futbolista chileno.
- 2001: Alonso López, piloto de motociclismo español.
- 2001: Sonia Pereira Villalobos, karateca española.
- 2001: Finn Fisher-Black, ciclista neozelandés.
- 2001: Alma Pérez Parrado, taekwondista española.
- 2002: Francesco Maestrelli, tenista italiano.
- 2002: Clara Tauson, tenista danesa.
- 2002: Pedro Rubiolo, rugbista argentino.
- 2002: Kevor Palumets, futbolista estonio.
- 2003: Hillary Gode, atleta francesa.
- 2003: Gael Joel Akogo, futbolista ecuatoguineano.
- 2004: Ângelo Gabriel, futbolista brasileño.
- 2004: Diego Pescador, ciclista colombiano.
- 2006: Cooper Flagg, baloncestista estadounidense.

## Fallecimientos
- 601: Recaredo, rey visigodo (n. 559).
- 1375: Giovanni Boccaccio, escritor y humanista italiano (n. 1313).
- 1545: Guigues Guiffrey, noble francés (n. 1597).
- 1549: Margarita de Angulema, reina consorte navarra (n. 1492).
- 1591: Pedro Moya, religioso español (n. c. 1527).
- 1781: Gregorio Mayans, erudito español (n. 1699).
- 1824: James Parkinson, doctor británico (n. 1755).
- 1864: Luis de Habsburgo-Lorena, aristócrata austríaco (n. 1784).
- 1883: Joaquín José Cervino, escritor y magistrado español (n. 1817).
- 1890: Niels Wilhelm Gade, compositor danés (n. 1817).
- 1894: Ramón Martí Alsina, pintor español (n. 1826).
- 1922: Alberta Giménez, religiosa española (n. 1837).
- 1923: Juan R. Escudero, líder obrero y estadista mexicano (n. 1890).
- 1933: Knud Rasmussen, explorador danés (n. 1879).
- 1933: Dora Montefiore, sufragista, socialista, poeta, y biógrafa de origen anglo-australiano (n. 1851).
- 1935: Eustoquio Gómez, político y militar venezolano (n. 1868).
- 1935: Kurt Tucholsky, periodista y escritor alemán (n. 1890).
- 1937: Frank Billings Kellogg, político estadounidense, premio Nobel de la Paz en 1929 (n. 1856).
- 1940: F. Scott Fitzgerald, escritor estadounidense (n. 1896).
- 1942: Franz Boas, antropólogo estadounidense (n. 1858).
- 1945: George Patton, militar estadounidense (n. 1885).ç
- 1950: Aquiles Roggero, violinista, director de orquesta y compositor argentino de tango (n. 1913).
- 1951: José María Aguilar, guitarrista, cantante y compositor uruguayo (n. 1891).
- 1956: Lewis Madison Terman, psicólogo estadounidense (n. 1877).
- 1957: Elías Tormo, arqueólogo español (n. 1869).
- 1958: Lion Feuchtwanger, escritor alemán (n. 1884).
- 1962: Nemesio García Naranjo, abogado, político, periodista, escritor y catedrático mexicano (n. 1883).
- 1962: Gary Hocking, piloto de motociclismo y automovilismo de Rodesia del Sur (n. 1937).
- 1967: Stuart Erwin, actor estadounidense (n. 1903).
- 1968: Vittorio Pozzo, entrenador de fútbol italiano (n. 1886).
- 1969: Georges Catroux, militar francés (n. 1879).
- 1969: José Ibáñez Martín, aristócrata y político español (n. 1896).
- 1970: Elyesa Bazna, espía albanesa (n. 1904).
- 1971: Pascasio Báez, peón rural uruguayo asesinado por el MLN-T (n. 1925).
- 1984: Carlos Mérida, pintor guatemalteco (n. 1891).
- 1985: Francisco Prieto Moreno, arquitecto español (n. 1907).
- 1987: John Spence, cantante estadounidense, de la banda No Doubt (n. 1969).
- 1988: Bernt Carlsson, diplomático sueco (n. 1938).
- 1988: Federico Moura, cantante argentino, de la banda Virus (n. 1951).
- 1988: Nikolaas Tinbergen, etólogo neerlandés premio Nobel de Fisiología o Medicina en 1973 (n. 1907).
- 1988: Venus Xtravaganza, artista estadounidense de la casa Xtravaganza (n. 1965).
- 1989: Inma de Santis, actriz española (n. 1959).
- 1990: Susana March, escritora española (n. 1915).
- 1991: José Miguel de Barandiarán, etnólogo y arqueólogo español (n. 1889).
- 1992: Alfonso García-Gallo, jurista e historiador español (n. 1911).
- 1992: José María González-Sinde, cineasta español (n. 1941).
- 1992: Albert King, cantante estadounidense (n. 1923).
- 1992: Nathan Milstein, violinista estadounidense (n. 1903).
- 1994: João Murça Pires, botánico brasileño (n. 1917).
- 1997: Teo Escamilla, director de fotografía español (n. 1940).
- 2002: Gregorio Camacho, pintor venezolano (n. 1933).
- 2002: José Hierro, poeta español (n. 1922).
- 2003: Alfonso de Hohenlohe-Langenburg, empresario español (n. 1924).
- 2004: Juan Barjola, pintor español (n. 1919).
- 2006: Saparmyrat Nyýazow, político y primer presidente turcomano (n. 1940).
- 2007: Norton Nascimento, actor brasileño (n. 1962).
- 2009: Jaime El Flaco Agudelo, humorista colombiano (n. 1925).
- 2009: Luis Francisco Cuéllar, político colombiano (n. 1940).
- 2010: Enzo Bearzot, jugador y entrenador de fútbol italiano (n. 1927).
- 2010: Elsa Marval, actriz, pianista y cantante argentina (n. 1930).
- 2010: Jo Roos, artista sudafricano (n. 1926).
- 2010: Catalina Speroni, actriz argentina (n. 1938).
- 2014: Horacio Ferrer, poeta, autor y escritor uruguayo (n. 1933).
- 2014: Udo Jurgens, cantante austriaco (n. 1934).
- 2014: Billie Whitelaw, actriz británica (n. 1932).
- 2016: Pepe Sánchez, director, guionista y actor de televisión, teatro y cine colombiano. (n. 1934).
- 2017: Bruce McCandless II, astronauta estadounidense (n. 1937).
- 2019: Osvaldo Tesser, actor y director teatral argentino (n. 1937).
- 2020: Francisco Ponz Piedrafita, catedrático y fisiólogo español (n. 1919).
- 2020: K. T. Oslin, cantante y compositora estadounidense de música country (n. 1942).
- 2022: Ronnie Hillman, jugador de fútbol americano estadounidense (n. 1991).
- 2022: Diane McBain, actriz estadounidense (n. 1941).
- 2023:
  - Cristina Pacheco, periodista, escritora y presentadora de televisión mexicana (n. 1941).
  - Robert Solow, economista estadounidense, Premio de Economía Conmemorativo de Alfred Nobel 1987 (n. 1924).

## Celebraciones
- Solsticio de Invierno (Hemisferio Norte) y Solsticio de Verano (Hemisferio Sur).

- Día Internacional del Cortometraje. También conocido en algunos países europeos como "el Día Más Corto". Es una efeméride que coincide con el solsticio de invierno, considerado el día más corto del año. Es una fecha dedicada a homenajear y divulgar la obra audiovisual de directores y realizadores de cortometrajes.

- Día Mundial de la Meditación. Una práctica ancestral que consiste en centrar toda nuestra atención en el momento presente, logrando así un estado de conciencia y paz interior. La Asamblea General de las Naciones Unidas ha designado esta celebración en su resolución A/79/L.27.

Musicales
- Día Internacional de Rush.
(banda de música canadiense, de rock progresivo).

Deportivas
- Día Mundial del Baloncesto.[2]

- Día Mundial del Snowboard (deporte de invierno).
Se creó en el año 2006, gracias a la iniciativa de las organizaciones EuoSIMA y la Federación Mundial de Snowboard (WSF). Es una organización internacional sin fines de lucro que se dedica al desarrollo del snowboard como deporte.

 Por países
(Por orden alfabético)
- Argentina: 
  - Día del Gemelo.[3]
  -  Corrientes: 
    - Primera fundación de Santo Tomé.[4]
Fundación: 21 de diciembre de 1632 (392 años).

- España: 
  - Día Nacional del Niño con Cáncer. A petición de la Federación Española de Padres de Niños con Cáncer, el Ministerio de Sanidad acordó esta declaración cada 21 de diciembre.

- Filipinas: 
  - Día de las Fuerzas Armadas.

- México: 
  - Día Nacional de la Cultura Maya. Coincide con un evento astronómico importante, el solsticio de invierno. Para los mayas, esto tenía especial relevancia en su calendario, marcando el inicio de un nuevo ciclo o año en algunas de sus tradiciones.

- Santo Tomé y Príncipe: 
  - Día de Santo Tomé.

### Santoral católico

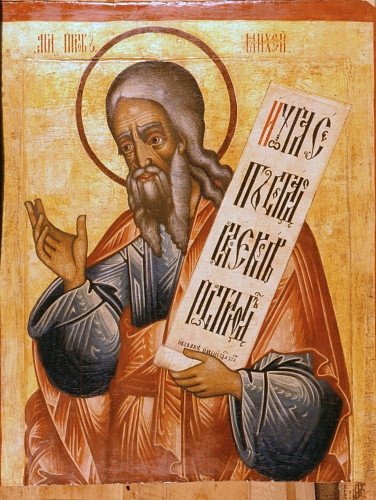
San Miqueas en un Icono de la Iglesia Ortodoxa Rusa del (Iconostasio de la Iglesia de la Transfiguración, Monasterio de Kizhi, Karelia, Rusia).

- Día del Espíritu de la Navidad.[5]
- San Miqueas, profeta[6](imagen ilustrativa).
- San Temístocles de Licia, mártir (s. III).[6]
- San Pedro Canisio, presbítero y doctor de la Iglesia (1597).
- Santos Andrés Dung Lac y Pedro Truong Van Thi, presbíteros y mártires (1839).
- San Anastasio, mártir.[6]
- San Festo.[6]
- San Glicerio.[6]
- San Severino, obispo.[6]
- Beato Domingo Spadafora, presbítero (1521).[6]
- Beato Pedro Friedhofen, religioso (1860).[6]

 Por países
(Por orden alfabético)
- España
  -  País Vasco: Día de Santo Tomás.